# Huaso

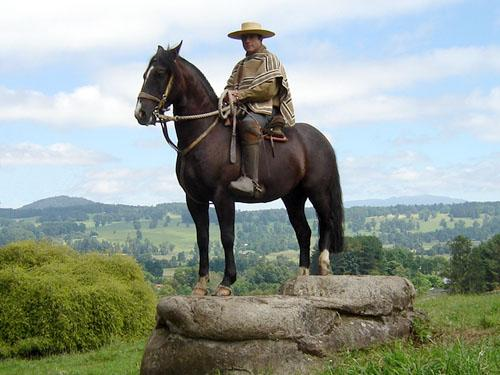
Een huaso te paard op de top van een heuvel

Een huaso is een Chileense landarbeider te paard, die werkt als veedrijver, vergelijkbaar met de gaucho in Argentinië en Uruguay en Rio Grande do Sul in Brazilië. Huaso's werken op de vlaktes van Centraal- en Zuid-Chili. De schaapherders in de regio Magallanes zijn geen huaso's maar gaucho's.
Huaso's berijden meestal een Chileens paard en sommige van hen nemen deel aan de nationale sport van Chili: de Chileense rodeo.
De traditionele kleding van een huaso bestaat uit een poncho, die manta of chamanto wordt genoemd, over een kort Andalusisch vest. Ook draagt hij wildleren chaps om zijn benen en laarzen aan zijn voeten met imposante sporen die voorzien zijn van zeer grote tandwieltjes. Daarnaast dragen huaso's meestal een zwarte hoed met een brede platte rand, de chupalla, of een lichtgekleurde gevlochten strohoed.
De huaso speelt een grote rol in de Chileense folklore; parades en feesten zonder deze figuur zijn nauwelijks denkbaar. Een vrouwelijke huaso heet huasa, maar zijn liefje en partner voor de folkloristische cueca-dans wordt china genoemd.
De termen huaso en ahuasado ('op de manier van de huaso') worden in Chili soms gebruikt voor iemand die zich boers gedraagt of gebrek aan beschaving vertoont.

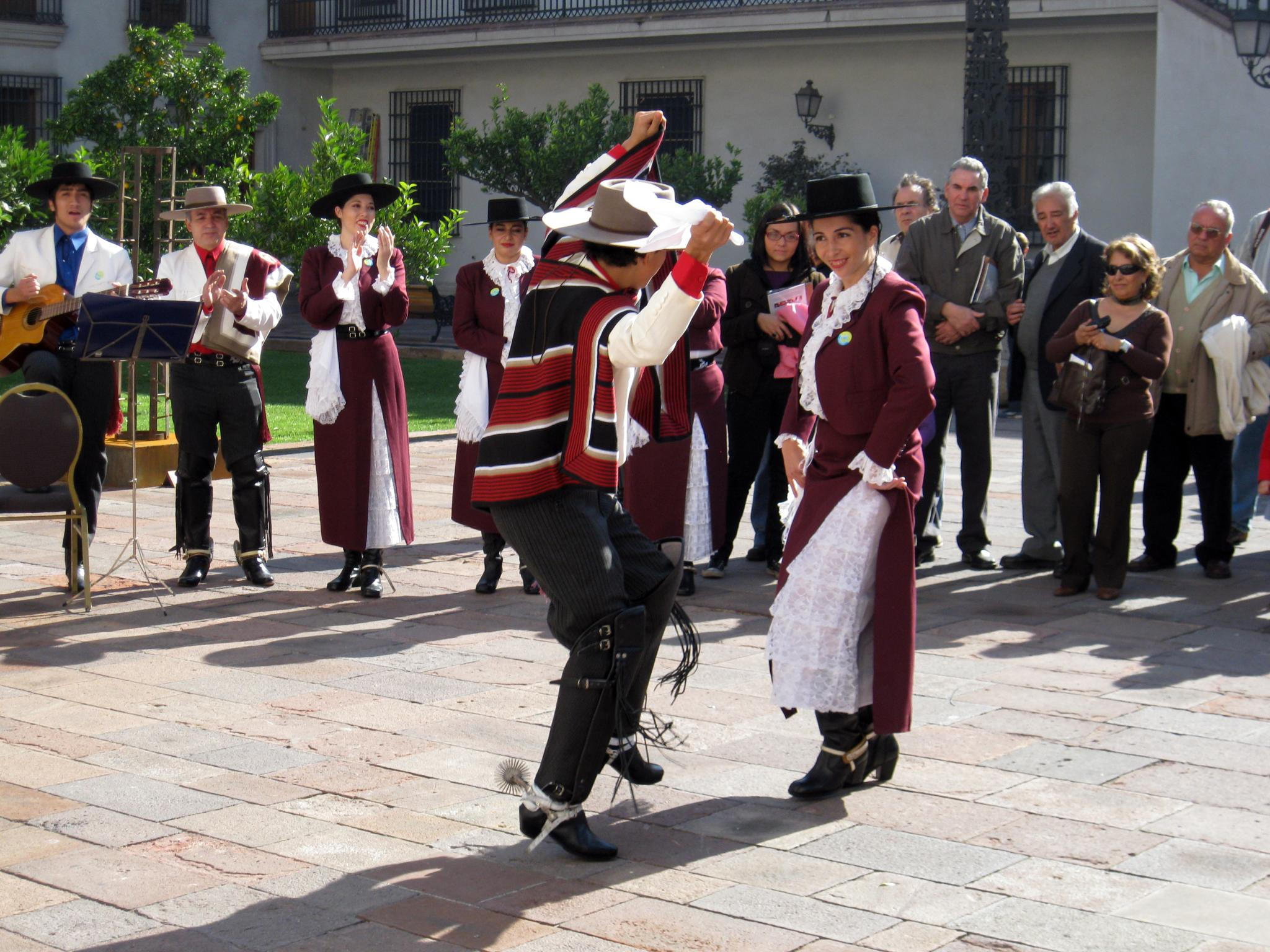
Een huaso danst de cueca met zijn china
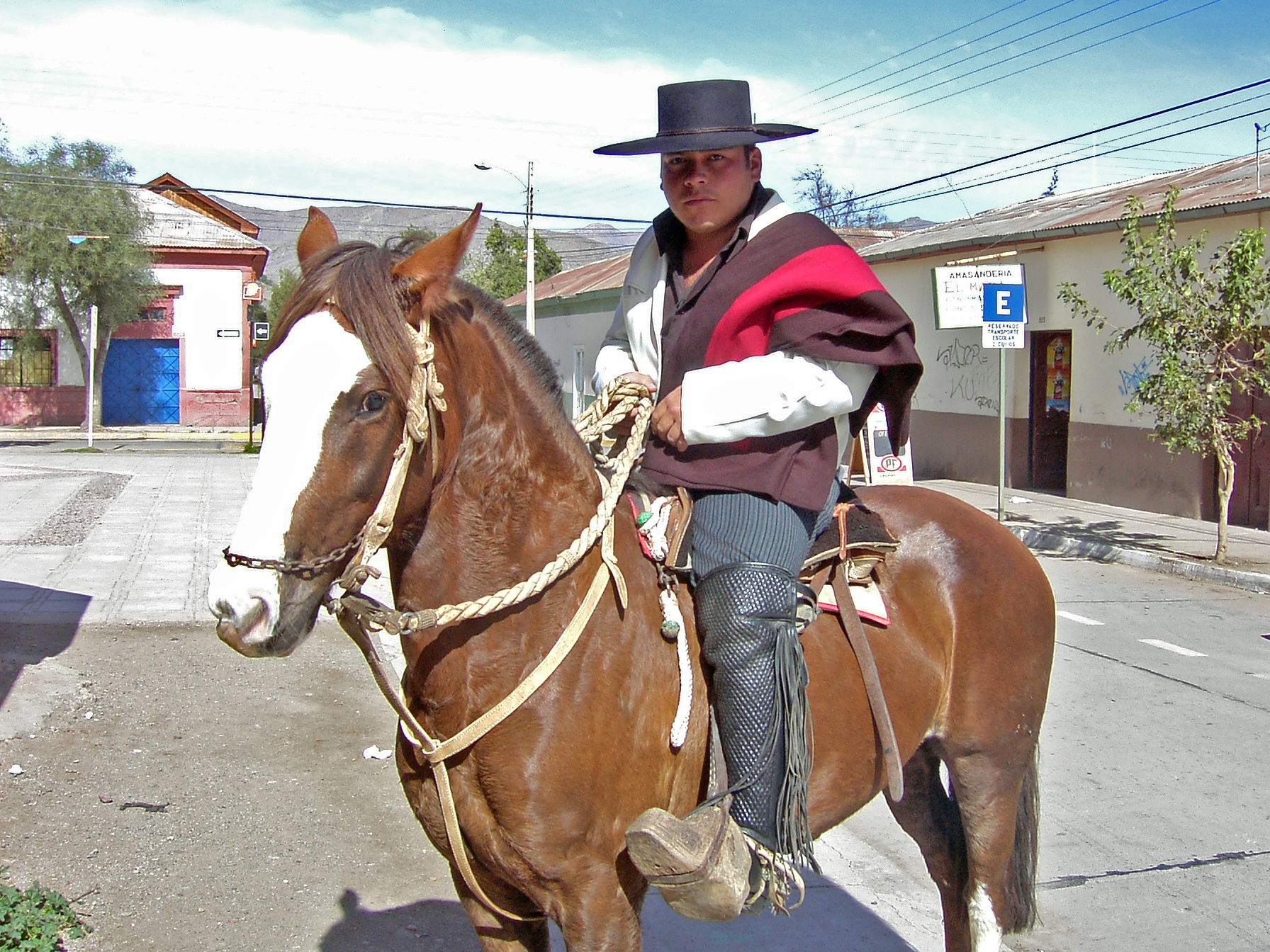
Een huaso op een Chileens paard

## Regionale varianten
Andere Latijns-Amerikaanse varianten van dit beroep in zijn:
- Charro in Mexico
- Guajiro in Cuba
- Jibaro in Puerto Rico
- Chagra in Ecuador
- Chalan in Peru
- Llanero in Venezuela en Colombia